# Spermiogramm
Ein Spermiogramm ist das Ergebnis einer Ejakulatanalyse und dient der Beurteilung der Zeugungsfähigkeit des Mannes. Ein Spermiogramm wird erstellt, wenn bei unerfülltem Kinderwunsch Verdacht auf Unfruchtbarkeit besteht oder nach einer Vasektomie die Sterilität sichergestellt werden soll.
Um eine ausreichende Aussagekraft zu gewährleisten, wird das Sperma nach drei- bis fünftägiger Enthaltsamkeit in der Regel mittels Masturbation gewonnen – eine Enthaltsamkeit darüber hinaus verbessert das Resultat nur unwesentlich. Die laboranalytische Untersuchung beginnt nach Verflüssigung des Spermas, die in der Regel nach circa 15–30 Minuten einsetzt. Im Mittelpunkt steht die mikroskopische Beurteilung der Samenzellen mit Hinblick auf ihre Konzentration, Beweglichkeit und Form. Das Spermiogramm kann derzeit nicht durch einen Schnelltest (Spermientest) ersetzt werden, da die bislang entwickelten Schnelltests nur Teilbereiche der Ergebnisse eines Spermiogramms wiedergeben können.

## Standardisierte Ejakulatanalyse nach WHO
Die World Health Organization (WHO) hat ein Laborhandbuch herausgegeben, das die Untersuchungsmethoden des Ejakulats und die Beurteilung anhand von Referenzwerten standardisiert.
Die Standardtests und zugehörigen Referenzwerte sind in der folgenden Tabelle aufgeführt.
| Referenzwerte für ein Spermiogramm nach WHO                                                   |                                                                                     |
| Ejakulatvolumen                                                                               | ≥ 1,5 ml (1,4–1,7)                                                                  |
| pH-Wert                                                                                       | ≥ 7,2                                                                               |
| Spermienkonzentration                                                                         | ≥ 15 Mio. Spermatozoen pro Milliliter                                               |
| Spermiengesamtzahl                                                                            | ≥ 39 Mio. Spermatozoen                                                              |
| Beweglichkeit                                                                                 | ≥ 32 % progressiv bewegliche Spermien                                               |
| Morphologie                                                                                   | ≥ 4 % (3,0–4,0 %)                                                                   |
| Anteil lebender Spermien (Eosin-Test)                                                         | ≥ 50 %                                                                              |
| Spermatozoen-Antikörperbestimmung • Mixed antiglobulin reaction (MAR) • Immunobead-Test (IBT) | < 50 % Spermien mit anhaftenden Partikeln < 50 % Spermien mit anhaftenden Partikeln |
| Leukozyten                                                                                    | < 1 Mio. pro Milliliter                                                             |

Neuere Daten aus den USA und China weisen darauf hin, dass die Referenzwerte eventuell für die Zukunft nicht mehr adäquat sein werden, da sich die Parameter auch in Frankreich über die letzten Jahrzehnte kontinuierlich verschlechterten.
Als mögliche Kritik an den o. g. Referenzwerten und relativ engen Grenzen im WHO-Handbuch muss die Bemerkung in neueren Studien gewertet werden, die aussagen, dass fruchtbare Männer eine weite Variation bei den klassischen Parametern der Spermienqualität aufzeigen. 62,2 % zeigten in der chinesischen Studie normale Samenparameter nach den WHO Kriterien von 2010, aber 37,8 % zeigten zu geringe Werte bei zumindest einem der Parameter.

### Makroskopische und physikalisch-chemische Eigenschaften
Es werden Parameter des Spermas wie Menge, Aussehen, Viskosität, Verflüssigungszeit und pH-Wert begutachtet. Der normale pH-Wert ist leicht alkalisch, ein saurer pH-Wert wirkt abtötend auf die Samenzellen. Eine bräunliche Verfärbung kann auf Blutbeimengung hindeuten. Idealerweise sollte das Volumen mindestens 1,5 ml betragen und die Verflüssigung innerhalb von 15–30 Minuten einsetzen. Die Probe darf beim Abtropfen von einem Glasstab kurze, jedoch keine langen Fäden ziehen. Gegebenenfalls muss das Ejakulat vor der weiteren Untersuchung verflüssigt werden, da sonst die Ergebnisse verfälscht sein können.

### Spermatozoenkonzentration
Die Konzentration der Spermatozoen im Ejakulat wird durch Auszählen in einem Hämozytometer ermittelt. Dazu werden definierte Mengen zweier unterschiedlicher Verdünnungen des Ejakulats in die Zählkammern des Zytometers eingebracht und unter einem Phasenkontrastmikroskop betrachtet. Nach Abschluss des Zählvorgangs kann unter Berücksichtigung des Verdünnungsgrades auf die Spermienkonzentration zurück gerechnet werden. Eine physiologische Spermienkonzentration wird als Normospermie bezeichnet.

### Beweglichkeit (Motilität)
Durch die WHO wurde die Motilität in drei Kategorien eingeteilt:
- progressive motility (PR) = progressive Beweglichkeit
- non-progressive motility (NP) = nur lokale Beweglichkeit, „Kreisschwimmer“
- immotile = keine Beweglichkeit

Die Untersuchung wird mikroskopisch durchgeführt. Eine Unterscheidung zwischen „schnell progressiv motil (a)“ und „langsam progressiv motil (b)“ wird nicht mehr vorgenommen. Eine progressive Beweglichkeit (PR) liegt vor, wenn sich die Spermatozoen linear oder im großen Bogen aktiv vorwärts bewegen, ohne Berücksichtigung der Geschwindigkeit. Eine nicht progressive, lokale Beweglichkeit (NP) liegt bei allen anderen Mustern der Spermienmotilität ohne Progression vor, z. B. Schwimmen in kleinen Kreisen, Schwanzbewegungen, die den Kopf nicht fortbewegen, oder wenn nur Schwanzbeweglichkeit beobachtet werden kann. Die Beweglichkeit wird als normal eingestuft, wenn sich mehr als 32 % der Spermatozoen progressiv (Kategorie PR) und mindestens 40 % (38–42 %) überhaupt (Kategorie PR + NP) bewegen.
Ein objektives Messsystem stellt die „Computer Assisted Sperm Analysis“ (CASA, deutsch: computerunterstützte Spermienanalyse) dar. Dabei wird das mikroskopische Bild von einem Computer analysiert. Aus mehreren aufeinander folgenden Bildern werden die von den Samenzellen zurückgelegten Wege berechnet.

### Morphologie

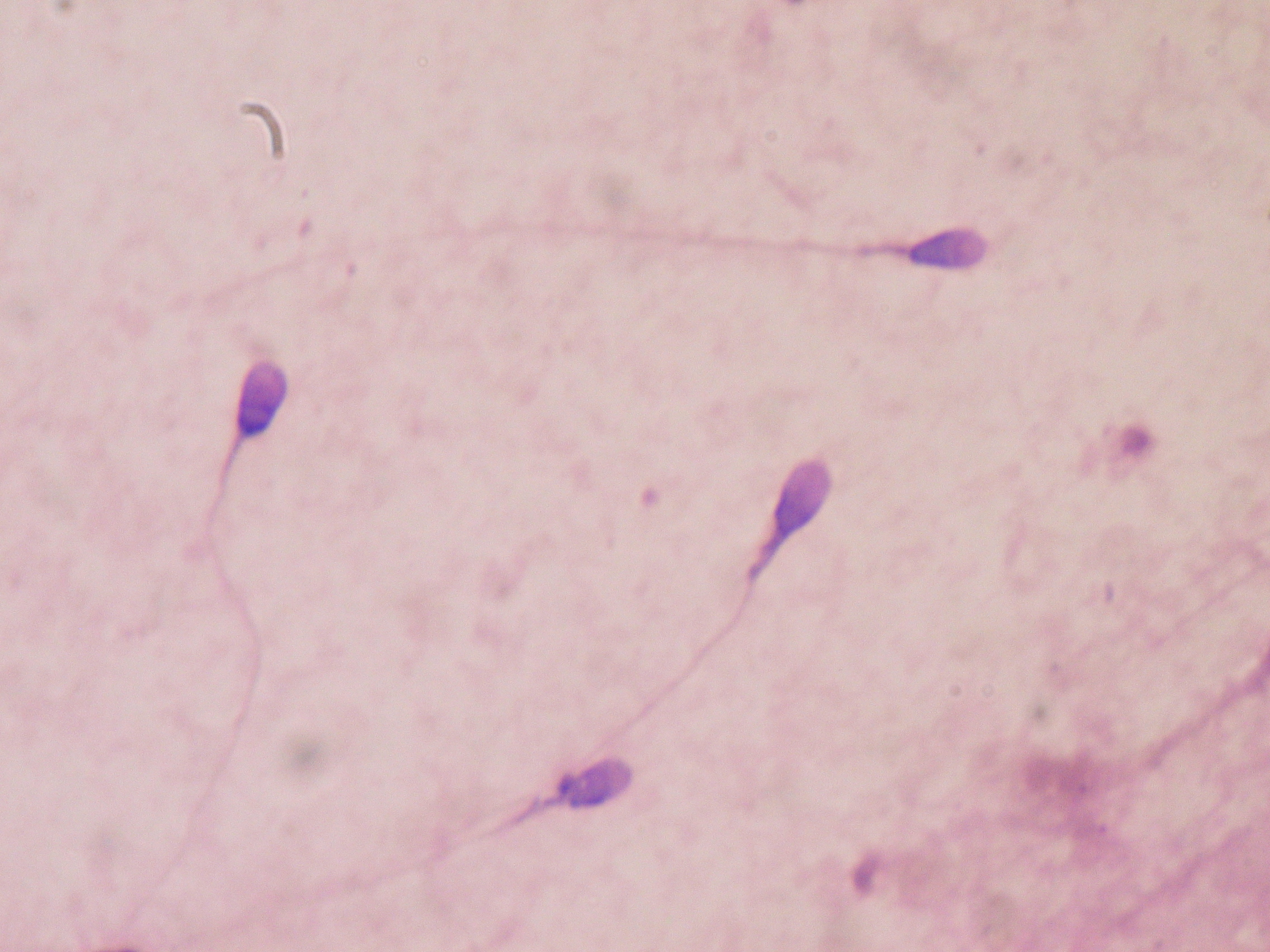
Eingefärbte Spermaprobe unter dem Lichtmikroskop

Während in der Ausgabe von 1992 noch der Grenzwert für den Anteil normal geformter Spermatozoen mit 30 % festgelegt war, findet sich in der aktuell gültigen Ausgabe nur noch ein Wert von 4 %.
Menschliche Spermatozoen können morphologisch nach verschiedenen Kriterien beurteilt werden, wobei mikroskopisch festgestellte Formstörungen am Kopfteil, am Mittelstück und am Schwanzteil (Flagellum) unterschiedlich klassifiziert und gewichtet werden. Neben den WHO-Kriterien von 1992 sind beispielsweise auch die „strict criteria“ nach Kruger gebräuchlich, die besonders strenge Maßstäbe in der Beurteilung anlegen.

### Vitalität
Die Bestimmung der Vitalität (Anteil lebender Spermatozoen) erfolgt durch das Anfärben toter Spermatozoen mit dem Farbstoff Eosin Y, der durch die Zellmembran in das Zellinnere eindringt. Die Zellmembran lebender Samenzellen hingegen ist für Eosin undurchlässig. Unter dem Mikroskop werden gefärbte und ungefärbte Zellen gezählt.

### Spermatozoen-Antikörper
Das Vorkommen von Spermatozoen-Antikörpern (englisch: antisperm antibodies, ASA) in der Samenflüssigkeit kann ebenfalls die Fruchtbarkeit beeinträchtigen („immunologische Infertilität“). Diese Antikörper richten sich gegen die Spermien, indem sie in einer Autoimmunreaktion an deren Oberfläche binden und die Spermien hemmen. Daher wird das Ejakulat mit einer Mixed antiglobulin reaction (MAR) oder einem Immunobead-Test (IBT) auf IgA und IgG Spermatozoen-Antikörper untersucht. Das Prinzip beider Tests beruht darauf, dass antikörpertragende Spermatozoen unter dem Mikroskop durch eine Agglutination mit Antiglobulin-beschichteten Partikeln bzw. Kügelchen sichtbar gemacht werden. Höchstens die Hälfte motiler Samenzellen darf mit Antikörpern besetzt sein und sich mit den Partikeln verbinden.

### Biochemische Untersuchung
Optional sieht das Laborhandbuch ferner die Durchführung biochemischer Analysen vor, die in der folgenden Tabelle aufgeführt sind. Abweichende Werte weisen auf mögliche Funktionsstörungen der Prostata, der Samenblase und der Samenleiter hin.
| Optionale biochemische Tests und Normalwerte |                       |
| α-Glucosidase                                | > 11 mU/l Ejakulat    |
| Fruktose                                     | > 13 µmol/l Ejakulat  |
| Zink                                         | > 2,4 µmol/l Ejakulat |

### Beurteilung des Spermiogramms
Zur Beurteilung des Spermiogramms hat die WHO die folgende Nomenklatur festgelegt.
| Beurteilung des Spermiogramms anhand der WHO Referenzwerte | |
| Normozoospermie                                            | den Referenzwerten entsprechende („normale“) Ejakulatparameter                                                                         |
| Oligozoospermie                                            | < 15 Mio. Spermatozoen pro Milliliter oder < 39 Mio. Spermatozoen pro Ejakulat                                                         |
| Asthenozoospermie                                          | < 32 % progressiv bewegliche Spermien                                                                                                  |
| Teratozoospermie                                           | verminderter Anteil morphologisch normaler Spermatozoen                                                                                |
| Oligoasthenoteratozoospermie (OAT-Syndrom)                 | Kombination aus zu niedriger Konzentration, unzureichender Beweglichkeit und vermindertem Anteil normaler Morphologie der Spermatozoen |
| Azoospermie                                                | Keine Spermatozoen im Ejakulat |
| Aspermie                                                   | kein Ejakulat |

## Weitere Normabweichungen
| Begriffserläuterungen    |                                                                                |
| Mikrospermie             | Bildung stark verkleinerter Spermien, meist mit missgestalteten Spermienköpfen |
| Multispermie (Polysemie) | > 6 ml Ejakulatvolumen                                                         |
| Hypospermie (Parvisemie) | < 2 ml Ejakulatvolumen                                                         |
| Kryptozoospermie         | < 1 Mio. Spermien pro Milliliter                                               |
| Hyperzoospermie          | > 150 Mio. Spermien pro Milliliter                                             |
| Polyzoospermie           | > 200 Mio. Spermien pro Milliliter                                             |
| Nekrozoospermie          | nur abgestorbene, unbewegliche Spermien im Ejakulat vorhanden                  |